# La Guépia
La Guépia (en francès Laguépie) és un municipi francès situat al departament de Tarn i Garona i a la regió d'Occitània.

## Demografia
| 1962                                       | 1968  | 1975 | 1982 | 1990 | 1999 | 2006 |
| ------------------------------------------ | ----- | ---- | ---- | ---- | ---- | ---- |
| 991                                        | 1.016 | 925  | 872  | 787  | 717  | 727  |
| Des de 1962: població sense dobles comptes |       |      |      |      |      |      |

## Administració
| Període | Identitat     | Partit |
| ------- | ------------- | ------ |
| 2001-   | Jacques Alaux |        |